# Иванов-Луцевин, Николай Фёдорович
Николай Фёдорович Иванов-Луцевин (1839 — 29 января 1929, Франция) — русский военный деятель, благотворитель, генерал от кавалерии (1908), генерал-адъютант (1914).

## Биография
Из дворян Смоленской губернии. В службу вступил в 1856 году после домашнего образования и службы в Лейб-гвардии Гродненском гусарском полку. В 1858 году произведён в корнеты и определён в Лейб-гвардии Гусарский Его Величества полк. В 1860 году произведён в поручики. Участник Польской кампании. В 1862 году произведён в штабс-ротмистры. В 1866 году произведён в ротмистры гвардии. В 1871 году произведён в полковники.
С 1876 года командир 6-го Глуховского драгунского полка. С 1882 года командир Лейб-гвардии драгунского полка. В 1883 году произведён в генерал-майоры. С 1885 года назначен командиром 3-й бригады 2-й гвардейской кавалерийской дивизии. С 1889 года начальник кавалерийской бригады гвардейского запаса.
В 1894 году произведён в генерал-лейтенанты с назначением состоять генералом для особых поручений при командующем войсками Московского военного округа.
С 1906 года почётный опекун Опекунского совета Учреждений императрицы Марии Фёдоровны. В 1908 году произведён в генералы от кавалерии. В 1914 году назначен генерал-адъютантом.
2 апреля 1917 года числящийся по гвардейской кавалерии, почётный опекун опекунского совета по Петроградскому присутствию, генерал от кавалерии Иванов-Луцевин уволен от службы, за болезнью, с мундиром и пенсией.
Умер в эмиграции во Франции 29 января 1929 года. Похоронен в Ницце на кладбище Кокад.

## Награды[2]
- Орден Святого Станислава 2-й степени с мечами (1863; Императорская корона — 1867)
- Орден Святого Владимира 4-й степени с мечами и бантом (1863)
- Орден Святой Анны 2-й степени (1871; Императорская корона — 1873)
- Орден Святого Владимира 3-й степени (1878)
- Орден Святого Станислава 1-й степени (1886)
- Орден Святой Анны 1-й степени (1892)
- Орден Святого Владимира 2-й степени (1896)
- Орден Белого орла (1901)
- Орден Святого Александра Невского (1913)